# Lijst van rijksmonumenten in Oudeschoot
De plaats Oudeschoot (Aldeskoat) telt 10 inschrijvingen in het rijksmonumentenregister, hieronder een overzicht. 
| Object                                                     | Oorspronkelijke functie?  | Bouwjaar                                                                           | Architect                                                              | Locatie                 | Coördinaten?                  | Nr.?   | Afbeelding        |
| ---------------------------------------------------------- | ------------------------- | ---------------------------------------------------------------------------------- | ---------------------------------------------------------------------- | ----------------------- | ----------------------------- | ------ | ----------------- |
| Landhuisje met gotiserende vensters                        | Woonhuis                  |                                                                                    |                                                                        | Tjeerd Roslaan 4        | 52° 56' 12" NB, 5° 57' 55" OL | 21196  | Upload foto       |
| Skoattertsjerke (Hervormde kerk)                           | Kerk en kerkonderdeel     | 1752                                                                               |                                                                        | Schoterlandseweg 24     | 52° 56' 2" NB, 5° 57' 29" OL  | 21197  | Meer afbeeldingen |
| Veenwijk, Julia Jan Wouters Stichting, hoofdgebouw         | Woonhuis                  | 1901 1927 (uitbr.)                                                                 | Joh. Borger en J.G. Brouwer H.H. Kramer en J.G. Brouwer (uitv.) (1927) | Schoterlandseweg 45     | 52° 56' 7" NB, 5° 57' 43" OL  | 510467 | Meer afbeeldingen |
| Julia Jan Woutersstichting, tuinmanswoning                 | Dienstwoning              | 1901 1940-1949 (verb., 2x) 1969 (verb.)                                            | J.G. Brouwer                                                           | Schoterlandseweg 43     | 52° 56' 5" NB, 5° 57' 40" OL  | 510468 | Meer afbeeldingen |
| Julia Jan Woutersstichting, bos, park, tuin en zonnewijzer | Tuin, park en plantsoen   | oorspr. 1798 1807, 1845, 1849 en 1901 (uitbr./herinr.) ca. 1875-1900 (zonnewijzer) |                                                                        | Schoterlandseweg 45     | 52° 56' 7" NB, 5° 57' 43" OL  | 510469 | Meer afbeeldingen |
| Julia Jan Woutersstichting, hek op grachtdam               | Erfscheiding              | mog. 18e eeuw (dam) tussen 1873 en 1892 (hek)                                      |                                                                        | Schoterlandseweg 45     | 52° 56' 7" NB, 5° 57' 43" OL  | 510470 | Meer afbeeldingen |
| Julia Jan Woutersstichting, grafheuvel met grafkelder      | Begraafplaats en -onderdl | 1807-'10                                                                           |                                                                        | Schoterlandseweg 45     | 52° 56' 7" NB, 5° 57' 43" OL  | 510471 | Upload foto       |
| Oranjehoeve                                                | Boerderij                 | 1867 (voorhuis) 1898 (herb. schuur na brand)                                       | H. Luiking J.G. Brouwer (1898)                                         | Schoterlandseweg 63     | 52° 56' 6" NB, 5° 58' 59" OL  | 510473 | Oranjehoeve       |
| Oranjehoeve, mestbergplaats (De Goudmijn)                  | Boerderij                 | 1867                                                                               |                                                                        | bij Schoterlandseweg 63 | 52° 56' 6" NB, 5° 58' 59" OL  | 510474 | Upload foto       |
| Oranjehoeve, stookhok                                      | Boerderij                 | waarsch. 1867                                                                      |                                                                        | bij Schoterlandseweg 63 | 52° 56' 6" NB, 5° 58' 59" OL  | 510475 | Upload foto       |